# Sesto (nome)
Sesto  è un nome proprio di persona italiano maschile.

## Varianti
- Maschili: Sestio[1], Sisto[2][4]
  - Alterati: Sestino[2][4]
- Femminili: Sesta[2][4]
  - Alterati: Sestina[2][4]

### Varianti in altre lingue
- Catalano: Sext, Sextus[5]
- Greco moderno: Σέξτος (Sextos)
- Latino: Sextus[3][1][5], Sextius[1]
- Portoghese: Sexto
- Russo: Секст (Sekst)
- Spagnolo: Sexto[5]
- Ucraino: Секст (Sekst)

## Origine e diffusione
Di significato molto trasparente, deriva dal praenomen romano Sextus, letteralmente "sesto". Veniva tradizionalmente dato al sesto figlio nato (secondo una logica comune anche ai nomi Primo, Secondo, Terzo, Quarto, Quinto, Settimo, Ottavio, Nono e Decimo), anche se col tempo tale associazione si è persa, e il nome è stato usato indipendentemente dall'ordine di nascita.
In Italia è attestato in Lazio e nel Centro-Nord, specie in Toscana; il nome Sestilio è un suo derivato in forma patronimica.

## Onomastico
L'onomastico si può festeggiare il 31 dicembre in memoria di san Sesto, martire a Catania con altri compagni.

## Persone

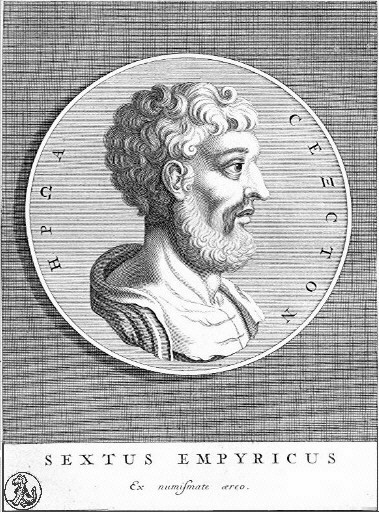
Sesto Empirico

Sextius Alexandre François de Miollis

- Sesto Caio Baccelli, astrologo e cabalista italiano
- Sesto Matteucci, politico italiano
- Sesto Prete, filologo e paleografo italiano naturalizzato statunitense
- Sesto Rocchi, liutaio italiano

### Antichi greci e romani
- Sesto Appuleio, politico e generale romano
- Sesto Atilio Serrano, politico romano
- Sesto Aurelio Vittore, politico e storico romano
- Sesto Clelio, politico romano
- Sesto Empirico, filosofo greco antico
- Sesto Giulio Africano, scrittore romano
- Sesto Giulio Frontino, scrittore romano
- Sesto Martiniano, imperatore romano
- Sesto Pompeo, generale e politico romano
- Sesto Pomponio, giurista romano
- Sesto Properzio, poeta romano
- Sesto Tarquinio, figlio di Tarquinio il Superbo
- Sesto Titio, politico romano

### Varianti
- Sextius Alexandre François de Miollis, generale francese
- Sestino Giacomoni, politico italiano

## Il nome nelle arti
- Sesto, personaggio del libretto La clemenza di Tito di Pietro Metastasio, messo in musica da diversi compositori tra cui Wolfgang Amadeus Mozart
- Principe Sextus, personaggio del romanzo e film Stardust, interpretato da David Walliams.